# Katrina Kaif
Katrina Kaif (født 16. juli 1983) er en indisk filmskuespillerinde, som har optrådt i Bollywood, Telugu og Malayalam film.

## Biografi

### Liv
Katrina Kaif er født i Hong Kong den 16. juli 1984 som en af otte søskende, syv piger og en dreng. Hendes forældre er britiske statsborgere, hendes far oprindeligt fra Kashmir, Indien. Hendes mor engelsk, kristen, og faren er muslim. Hun voksede op på Hawaii og flyttede senere til London. 

### Karriere
Som 14årig begyndte hun at arbejde som model for et smykkekampagne i London, og blev efterfølgende "opdaget" af filmskaber Kaizad Gustad, som gav hende en rolle i hans film Boom (2003).
Hun flyttede derefter til Mumbai og blev tilbudt en række modelopgaver, men filminstruktører var til at begynde med tilbageholdne med at give hende filmroller, pga. hendes manglende sproglige kunnen, så som at hun ikke kunne tale Hindi uden en tyk accent. I de film hvor hun medvirkede blev hendes tale normalt talt over af en med filmens talesprog som modersmål.

## Priser
- 2008: Sabsay Favourite Heroine Award[6]
- 2006: Stardust Breakthrough Performance Award (Female), Maine Pyaar Kyun Kiya?

## Filmografi
| År   | Film                       | Rolle                  | Andre noter        |
| ---- | -------------------------- | ---------------------- | ------------------ |
| 2003 | Boom                       | Rina Kaif              |                    |
| 2004 | Malliswari                 | Princess Malliswari    | Telugu film        |
| 2005 | Sarkar                     | Pooja                  |                    |
| 2005 | Maine Pyaar Kyun Kiya      | Sonia                  |                    |
| 2005 | Allari Pidugu              | Shwetha                | Telugu film        |
| 2006 | Hum Ko Deewana Kar Gaye    | Jia A. Yashvardhan     |                    |
| 2006 | Balram vs. Taradas         | Supriya                | Malayalam film     |
| 2007 | Namastey London            | Jasmeet Singh          |                    |
| 2007 | Apne                       | Nandini                |                    |
| 2007 | Partner                    | Priya Jaisingh         |                    |
| 2007 | Welcome                    | Sanjana Shetty         |                    |
| 2008 | Race                       | Sophia                 |                    |
| 2008 | Singh Is Kinng             | Sonia                  |                    |
| 2008 | Yuvraaj                    | Anushka                |                    |
| 2008 | Hello                      |                        | Special appearance |
| 2009 | New York                   | Maya Shaikh            |                    |
| 2009 | Blue                       | Nikki                  | Special appearance |
| 2009 | Ajab Prem Ki Ghazab Kahani | Jennifer "Jenny" Pinto |                    |
| 2009 | De Dana Dan                | Anjali Kakkad          |                    |
| 2010 | Raajneeti                  | Indu Sakseria / Pratap |                    |
| 2010 | Tees Maar Khan             | Anya Khan              |                    |
| 2011 | Zindagi Na Milegi Dobara   | Laila                  |                    |
| 2011 | Bodyguard                  |                        | Special appearance |
| 2011 | Mere Brother Ki Dulhan     | Dimple Dixit           |                    |
| 2012 | Jab tak hai jaan           | Meera Thapar           |                    |
| 2013 | Dhoom 3                    | Aaliya                 |                    |